# Doğruyol, Arpaçay
Doğruyol là một xã thuộc huyện Arpaçay, tỉnh Kars, Thổ Nhĩ Kỳ. Dân số thời điểm năm 2010 là 1046 người.